# Sephisa veria
Sephisa veria är en fjärilsart som beskrevs av Hans Fruhstorfer 1913. Sephisa veria ingår i släktet Sephisa och familjen praktfjärilar. Inga underarter finns listade i Catalogue of Life.